# Igor Škamperle
Igor Škamperle (n. 21 de noviembre de 1962 en Trieste, Italia) es un escritor, traductor e intelectual esloveno.
Estudió literatura comparada y sociología de la cultura en la Universidad de Liubliana. Continuó en las universidades de Bolonia y de Perugia y allí consagró sus investigaciones a los cambios sociales durante el Renacimiento y a la cosmogonía de Giordano Bruno, siendo uno de los primeros en realizar dichos estudios en su país. Ha escrito tratados sobre otros pensadores del mismo período como Pico della Mirandola y Nicolás de Cusa. Es a su vez uno de los primeros acadérmicos eslovenos en estudiar hermetismo y uno de los primeros intérpretes de Carl Gustav Jung. 
Su principal obra es Magična renesansa (El Renacimiento mágico), en donde escribe sobre el pensamiento de Machiavelli y de Alexandre Koyré lo mismo que sobre manifestaciones religiosas como el chamanismo.